# Масуаку, Артюр
Фука́ Артю́р Масуаку́ Кавела́ (фр. Fuka-Arthur Masuaku Kawela, родился 7 ноября 1993 года в Лилле, Франция) — конголезский и французский футболист, левый защитник английского клуба «Сандерленд» и сборной ДР Конго.

## Карьера

### Клубная
Артюр Масуаку дебютировал за «Валансьен» 10 августа 2013 года в матче против «Тулузы». Он был заменён на 75 минуте Тонго Думбией.
В июле 2014 года Масуаку подписал контракт с «Олимпиакосом». Он дебютировал в греческой Суперлиге против «Ники Волос». В третьем матче чемпионата он отдал две голевые передачи в матче против ОФИ Крита. Три дня спустя он дебютировал и забил гол в Лиге чемпионов УЕФА в ворота мадридского «Атлетико», одержав итоговую победу со счётом 3:2. В апреле и мае 2015 года сообщалось об интересе со стороны «Ромы», «Интера» и «Ювентуса». В июле сообщалось, что предложение Масуаку в размере 4 миллионов евро, включая бывшего полузащитника «Олимпиакоса» Иоанниса Фетфацидиса из «Дженоа», было отклонено клубом.
8 августа 2016 года Масуаку присоединился к английскому клубу «Вест Хэм Юнайтед» подписав четырёхлетний контракт за гонорар в 6,2 миллиона фунтов стерлингов. 15 августа 2016 года он дебютировал в за клуб в матче против «Челси». Масуаку признался, что дебют в Премьер-лиге получился очень тяжелым из-за темпа и физической формы лиги. 19 сентября 2017 года он забил свой первый гол за «Вест Хэм» в матче Кубка лиги в ворота «Болтона». 27 января 2018 года в матче четвертого раунда Кубка Англии против «Уигана» Масуаку был удалён за то, что плюнул в Ника Пауэлла. Это было первое удаление в карьере Масуаку. Он извинился за плевок, заявив, что инцидент был «совершенно неприемлемым и не в его стиле». Он получил дисквалификацию на шесть матчей за этот момент.. В июле 2019 года Масуаку продил контракт с клубом до 2024 года с возможностью дальнейшего продления контракта ещё на два года.

### В сборных
Игрок также сыграл 5 матчей за различные сборные Франции. Первый матч за сборную до 18 лет он сыграл 24 марта 2011 года против сборной Германии. В июне 2017 года Масуаку решил представлять сборную ДР Конго на международном уровне. В августе 2017 года он был вызван в первую команду ДР Конго на два матча квалификации к чемпионату мира 2018 года против Туниса. В марте 2018 года, всё ещё не дебютировав на международной арене, Масуаку отправился со сборной ДР Конго на товарищеский матч против Танзании. Он был одним из четырёх игроков, выбывших перед игрой из-за претензий к организационным проблемам и беспорядкам в поездках. 13 октября 2018 года он дебютировал за сборную ДР Конго в отборочном матче Кубка африканских наций 2019 года против Зимбабве. 15 июня 2019 года Масуаку забил свой первый гол за ДР Конго со штрафного удара в ворота Кении.

## Достижения
«Олимпиакос» (Пирей)
- Чемпион Греции: 2014/15, 2015/16
- Обладатель Кубка Греции: 2014/15